# Schneebesen

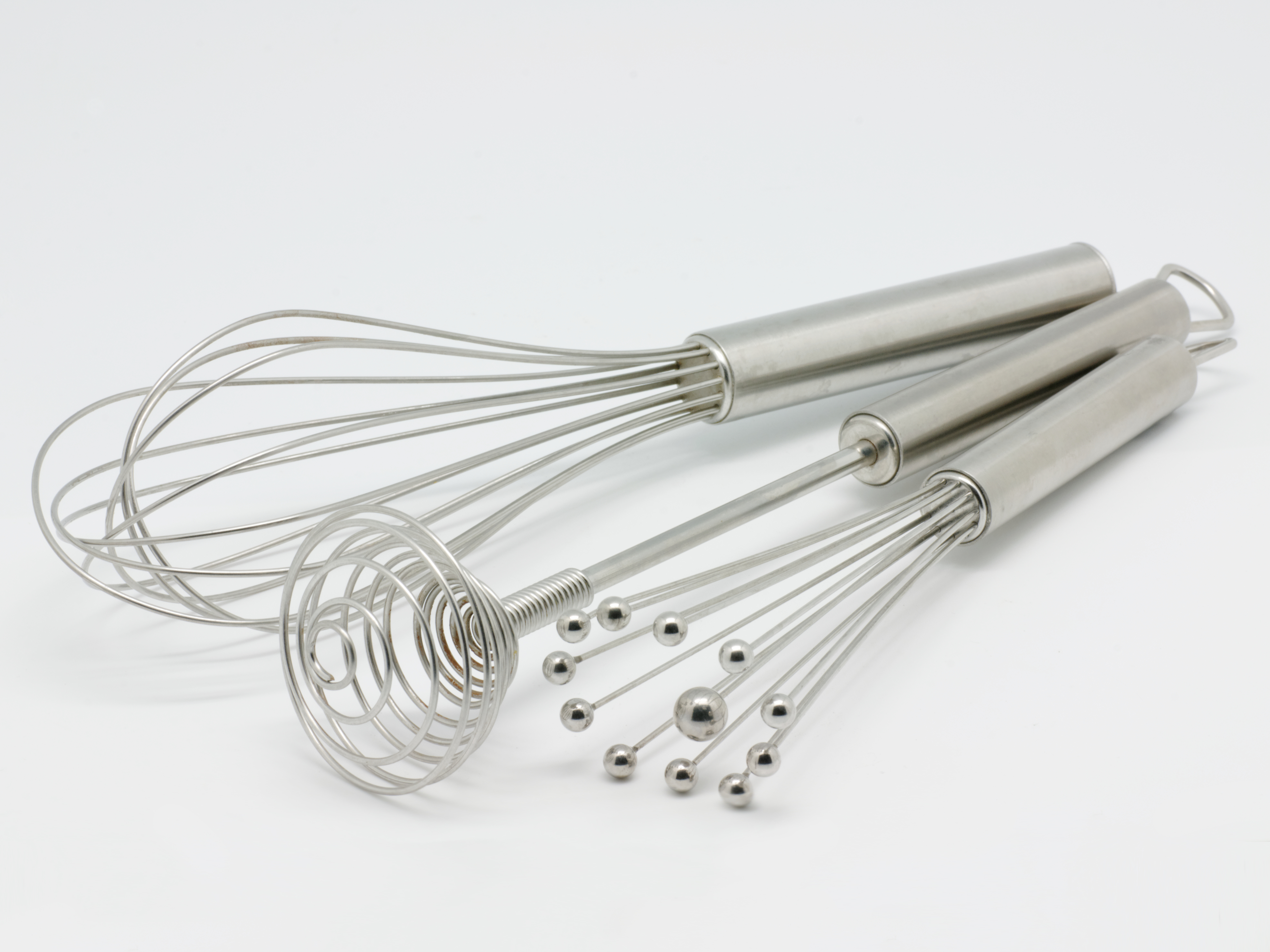
Verschiedene Schneebesen

Ein Schneebesen oder Schaumschläger, in der Schweiz Schwingbesen, in Österreich manchmal Schneerute genannt, ist ein Küchengerät, mit dem flüssige oder halbflüssige Zutaten und Gemische schaumig aufgeschlagen oder fein vermengt bzw. homogenisiert werden. Namensgebend für den Schneebesen sind der durch Aufschlagen von Eiklar entstehende Eischnee und die an einen Rutenbesen erinnernde Konstruktion des Geräts.
Der Schneebesen wurde ab Ende des 18. Jahrhunderts ein zunehmend gebräuchliches Küchengerät. Noch im 19. Jahrhundert wurde jedoch in Haushalten auf andere Hilfsmittel zurückgegriffen, um Zutaten aufzuschlagen.  Es ist jedoch nicht auszuschließen, dass einzelne Haushalte bereits vor dem 18. Jahrhundert Vorläufer dieses Küchengeräts selbst produzierten, allerdings ist keines sicher überliefert. In dem 1570 erschienenen Kochbuch „Opera“ des italienischen Renaissance-Kochs Bartolomeo Scappi gibt es eine Abbildung, auf der ein Küchengerät zu sehen ist, das dem heutigen Schneebesen ähnelt. Sollte es sich dabei tatsächlich um einen solchen gehandelt haben, setzte sich dieses Werkzeug zunächst nicht durch.

## Ausführungen und Anwendungen

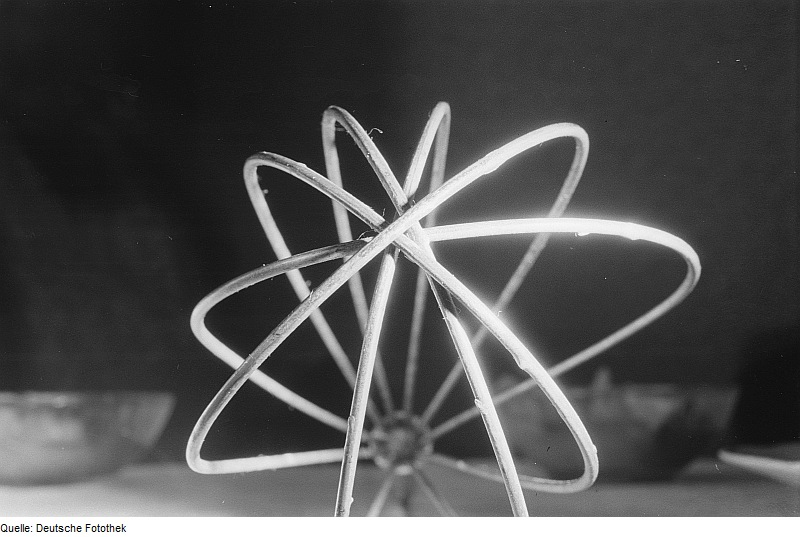
Frontseite eines Schneebesens

Schneebesen sind im Handel in verschiedenen Ausformungen und Materialien erhältlich. Sie bestehen üblicherweise aus etwa einem halben bis einem Dutzend länglicher, elastischer Drahtschlaufen aus rostfreiem Stahl oder teils auch aus Kunststoff, die radial angeordnet in einen Handgriff münden. Der Handgriff besteht meistens aus Metall bzw. Edelstahl, teils auch aus Kunststoff oder Holz. Weitere modifizierte Arten des Schneebesens sind:  
- Tellerbesen – Flacher Schneebesen, da anders als beim Schneebesen die Drahtschlaufen einen Hohlkörper bilden und auf einer Ebene liegen.
- Rührbesen – einem Schneebesen ähnliches, zum Rühren dienendes Küchengerät, oft Einsatzstück einer Küchenmaschine oder eines Handrührgerätes.[3]
- Spiralbesen – Er hat eine größere Rührfläche am Boden als der Schneebesen. Eine Spirale, die am Ende eines Stabs befestigt ist, sorgt dafür, dass in einem Topf oder einer Schüssel mit einer möglichst großen Fläche umgerührt wird. Mit dem flexiblen Spiralbesen werden alle Bereiche des Topfes, sowohl am Topfboden als auch am Übergang zwischen Boden und Wand, sehr gut erreicht.
- Topfbesen – Er eignet sich durch seine außergewöhnlich eckige und flache Form zum Arbeiten in Töpfen.[4]

Das Aufschlagen von geeigneten Flüssigkeiten erfolgt mit schräg kreisenden Bewegungen des Schneebesens aus dem Handgelenk heraus. Dadurch werden zahlreiche Luftblasen in die Flüssigkeit gezogen und zerkleinert, so dass ein feiner Schaum entsteht. Beim Vermengen von wässrigen mit öligen Flüssigkeiten (wie z. B. bei Vinaigrette) oder flüssigen und pulvrigen Zutaten durch flache, schwingende Bewegungen werden die Bestandteile fein zerteilt und innig vermischt, was zur  Emulgierung führt.

## Küchengeschichtliche Einordnung
Die Notwendigkeit, Zutaten schaumig aufzuschlagen, entwickelte sich erst in der Renaissance-Zeit als Eischnee als Backtriebmittel entdeckt wurde. Vor dieser Zeit wurde für Kuchen und anderes Gebäck Hefe als Treibmittel verwendet, die dem Gebäck jedoch immer eine brotähnliche Textur und einen hefigen Geschmack verlieh. Neben der Entwicklung von durch Eischnee gelockerten oder durch Eigelbmassen verfeinerten Gebäcks änderten sich auch die Süßspeisen: Syllabub, eine Mischung aus Eischnee, Wein und Sahne, gehörte zu den beliebtesten Nachspeisen der gehobenen Küche im Elisabethanischen Zeitalter. Teil der elisabethanischen Bankette war auch die sogenannten „Teller voll Schnee“ („dishful of snow“), die aus Eischnee, Sahne, Zucker und Rosenwasser hergestellt und  auf großen Platten aufgeschichtet wurden. Die Entwicklung solcher Gerichte war zunächst nicht von einer technischen Weiterentwicklung entsprechender Küchengeräte begleitet. Dass diese Gerichte im 17. Jahrhundert trotzdem zum Repertoire wohlhabender Haushalte gehörten, beruhte letztlich darauf, dass solche Haushalte ausreichend Personal beschäftigten, um das zeitintensive Aufschlagen von Eiklar, Eigelb oder Sahne manuell auszuführen. 
Wenn auch der Schneebesen als das technisch geeignetste Küchenwerkzeug für das Emulgieren von Flüssigkeiten ab Ende des 18. Jahrhunderts zunehmend häufiger in Haushalten anzutreffen war, war es bis weit in das 19. Jahrhundert in vielen Haushalten noch üblich, Eiklar oder Eigelb mit Hilfe eines kleinen Bündels entrindeter Zweige (typischerweise Birkenzweige) oder sogar zusammengebundener Federn aufzuschlagen. Einzelne überlieferte Rezepte weisen darauf hin, dass durch Einbinden von Pfirsichzweigen oder schmalen Streifen von Zitronenschalen der Eischnee geschmacklich während des Aufschlagens verfeinert wurde. Ein Rezept aus der Religionsgemeinschaft der Shaker aus dem 18. Jahrhundert empfiehlt im Frühjahr sogar ausschließlich die Verwendung von Pfirsichzweigen.

„Schneide eine Handvoll von Pfirsichzweigen, die in dieser Jahreszeit mit Saft gefüllt sind. Die Zweigenden schneide ab und klopfe sie etwas an und schlage dann den Kuchenteig mit diesen. Dies gibt einen zarten Pfirsichgeschmack an den Kuchen ab.“

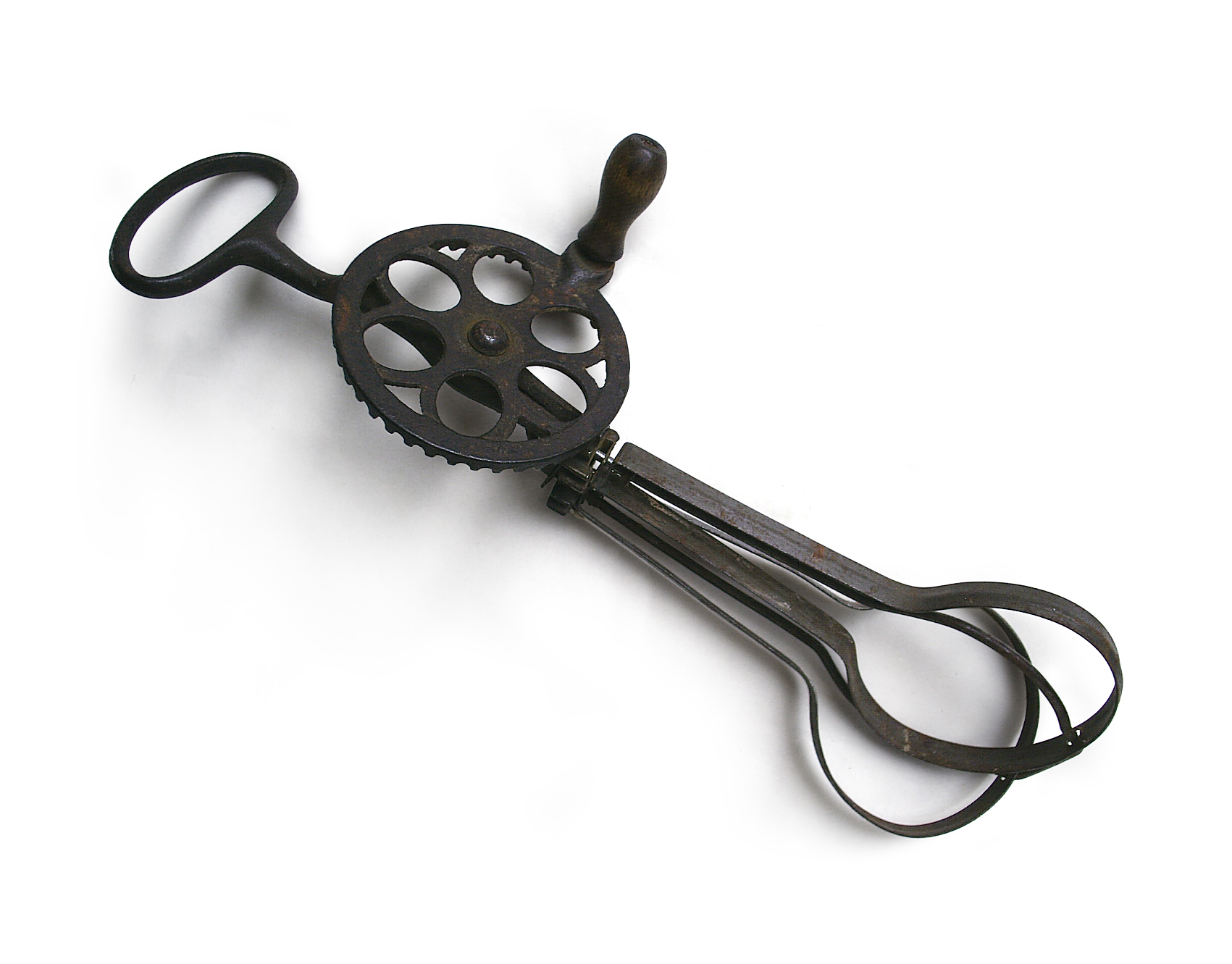
Manuell mit einer Kurbel betriebenes Handrührgerät (Schneeschläger) für das Aufschlagen von Flüssigkeiten: Nicht weniger arbeitsaufwändig als gekonntes Arbeiten mit dem Schneebesen

Alternative Werkzeuge waren der Quirl, aber auch Löffel oder Messer mit einer breiten Schneide. Als weitere Methode für die Herstellung von Eischnee führt die Nahrungshistorikerin Bee Wilson die von ihr als unappetitlich und besonders ineffizient bezeichnete Vorgehensweise auf, bei der Eiklar wiederholt mit einem Schwamm aufgesaugt und wieder ausgewrungen wurde. Das Aufschlagen von Eiklar mit solchen Hilfsmitteln war ein sehr zeitintensiver Prozess. Rezeptangaben sprechen von einer halben Stunde Arbeit, um Eischnee für Pfannkuchen aufzuschlagen. Noch 1823 wies die Kochbuchautoren Mary Eaton darauf hin, dass für das Aufschlagen des Eischnees für einen großen Kuchen eine Arbeitsdauer von drei Stunden einzuplanen sei. Da die Ausgaben für Dienstboten über lange Zeit nur einen Bruchteil der Ausgaben eines wohlhabenden Haushaltes ausmachte, bestand aus Sicht von Wilson auch wenig Innovationsdruck. Das änderte sich erst, als mit der Industriellen Revolution die Beschäftigung von Dienstboten zunehmend teurer wurde und gleichzeitig der technische Fortschritt in der Metallverarbeitung es möglich machte, preisgünstige Küchenwerkzeuge zu entwickeln, die den Arbeitsaufwand reduzierten. In den USA wurden zwischen 1856 und 1920 nicht weniger als 692 Patente für manuell betriebene Handrührgeräte vergeben, die nach Ansicht von Bee Wilson aber keineswegs weniger Anstrengung verlangten als das gekonnte Emulgieren mit einem Schneebesen. Erst das Aufkommen des elektrischen Handmixers, der in der ersten Hälfte des 20. Jahrhunderts entwickelt wurde, veränderte den Arbeitsaufwand wirklich nachhaltig.

## Schaumschläger in übertragener Bedeutung
Da Schaum im übertragenen Sinne für etwas Nichtiges, Aufgeblasenes steht, beschreibt der Begriff Schaumschläger einen Menschen, der mit wenig Substanz viel Effekt machen will, einen Angeber oder Prahlhans.